# بليك دنلوب
بليك دنلوب هو لاعب هوكي الجليد كندي، ولد في 4 أبريل 1953 في هاميلتون في كندا.

## وصلات خارجية
- بليك دنلوب على موقع دوري الهوكي الوطني (الإنجليزية)
- بليك دنلوب على موقع EliteProspects.com (الإنجليزية)
- بليك دنلوب على موقع HockeyDB.com (الإنجليزية)
- بليك دنلوب على موقع Hockey-Reference.com (الإنجليزية)